# マクシム・ルプツォフ
マクシム・ルプツォフ（Максим Витальевич Рубцов ラテン文字表記例: Maksim Vital'evich Rubtsov, Maxim Rubtsov, 1977年7月9日 - ）は、ソ連/ロシアブリャンスク出身のフルート奏者、教育者。ロシア・ナショナル管弦楽団の首席フルート。
- マキシム・ルブツォフ
- マクシム・ルブツォフ

## 来歴
5歳からピアノ等に親しむが、音楽の他にイーゴリ・モイセーエフ舞踊団でも活動していた。
7歳より、ピアニストである母が教鞭をとっていた地元ブリャンスクの音楽学校にてフルートを学び始める。モスクワに移り、グネーシン音楽学校、モスクワ音楽院を修了。

## 音楽歴
1999年よりロシア・ナショナル管弦楽団入団、2003年には首席奏者に任命。
米国の指揮者マイケル・ティルソン・トーマスの招きにより2002年にサンフランシスコ交響楽団とロシア芸術祭にて共演する。
2003年の12月には、映画レッド・バイオリンのスコアで著名なジョン・コリリアーノの管弦楽作品(フルート協奏曲)ハーメルンの笛吹幻想曲のロシア初演を成功させ、二年後にはスペイン・ムルシアでの公演にも参加。
ロシア・ナショナル管弦楽団木管五重奏団(RNO木管五重奏団)の創設メンバー(2000年)、2009年より代表を務める。CDのレコーディング、ヨーロッパ、アジア、アメリカツアーを行う。

2005年には大阪の第5回大阪国際室内楽コンクールにて1位を受賞。
オーケストラに加え、ソロ・室内楽の活動も積極的に行う。ピアニストミハイル・プレトニョフ、フランチェスコ・トリスターノ・シュリメやジャズ奏者デイヴ・ブルーベック兄弟など、様々なソリストやアンサンブルと共にモスクワ始めロシアの各地、ロンドン、スペイン、アメリカで共演。2008年10月には故郷のブリャンスクにて子供のためのソロコンサートを実施。
バレエやコンテンポラリーダンスとの共演もロシア国内外で行っている。
2011年8月にはアメリカBlue Griffin Recordingよりアルバム"Russian Romance"をリリース。
内容はルプツォフとセルゲイ・クヴィトコ(ピアノ)によるロシア・ソビエト作曲家の作品集。　　　　　　　　　　

## フルートとの出会い
5歳のある朝、母親に「笛を吹いてみたくない？」と言われたのがきっかけ。
ターニングポイントは、14歳の夏に船舶技術者である父親が日本に出張へ行った際、ヤマハ製のフルートを持ち帰ったことであった。
当時使っていたのはレニングラード家具工場製のもので、この日本のフルートを初めて見て、組立てて吹いてみた時には世界が変わったという。
以前は音楽家として生涯フルートを演奏することを想像できないでいたが、この音を聞いた瞬間に決心がつき、3か月後には成績優秀にてグネーシン音楽学校に入学することができたと語っている。
出典：http://www.classicalmusicnews.ru/interview/mnogosloynost-maksim-rubtsov/